# Christoffelsymbolen
Christoffelsymbolen zijn wiskundige functies die optreden bij de studie van gekromde ruimten. Ze geven informatie over de mate en wijze van kromming, en kunnen in het bijzonder aangeven of een ruimte lokaal vlak is, dat wil zeggen isometrisch met een deel van de euclidische ruimte. Bovendien laten ze toe de notie van covariante afgeleide te definiëren.
Ze zijn genoemd naar Elwin Bruno Christoffel, die hen voor het eerst expliciet bestudeerde. Ze zijn echter ook aanwezig in het oorspronkelijke werk van Bernhard Riemann.

## Definitie
Zij {\displaystyle (M,g)} een {\displaystyle n}-dimensionale riemann-variëteit. Beschouw een kaart {\displaystyle k:U\subset \mathbb {R} ^{n}\to M} waarvan de inverse in een omgeving {\displaystyle V} van een punt {\displaystyle p} weergegeven wordt door de coördinaatfuncties {\displaystyle x^{i}:V\mapsto \mathbb {R} }. Noteer {\displaystyle g_{ij}} voor de componenten van de metrische tensor {\displaystyle g} ten opzichte van de duale basis {\displaystyle \{dx^{i}\otimes dx^{j}|i,j=1,\ldots ,n\}}, en {\displaystyle g^{kl}} voor de inverse matrix.
De christoffelsymbolen van de eerste soort zijn de volgende {\displaystyle n^{3}} functies van {\displaystyle V} naar {\displaystyle \mathbb {R} } (voor {\displaystyle i,j,k=1,\ldots ,n}):
{\displaystyle [i\ j,k]={1 \over 2}\left({\partial g_{ik} \over \partial x^{j}}+{\partial g_{jk} \over \partial x^{i}}-{\partial g_{ij} \over \partial x^{k}}\right)}
Men noteert ook wel:
{\displaystyle {\begin{bmatrix}i\ j\\k\end{bmatrix}}} voor {\displaystyle [i\ j,k]}
De christoffelsymbolen van de tweede soort ontstaan door combinatie met de duale van de metrische tensor:
{\displaystyle \Gamma _{ij}^{l}=\sum _{k=1}^{n}g^{kl}[ij,k]}
In einsteinnotatie:
{\displaystyle \Gamma _{\beta \gamma }^{\alpha }={\frac {1}{2}}g^{\alpha \epsilon }(\partial _{\gamma }g_{\beta \epsilon }+\partial _{\beta }g_{\gamma \epsilon }-\partial _{\epsilon }g_{\beta \gamma })}.
De dimensie van {\displaystyle \Gamma _{\beta \gamma }^{\alpha }} is de dimensie van de {\displaystyle \alpha }-de coördinaat, gedeeld door de dimensie van de {\displaystyle \beta }-de coördinaat, en gedeeld door de dimensie van de {\displaystyle \gamma }-de coördinaat.

## Elementaire eigenschappen
Beide soorten christoffelsymbolen zijn symmetrisch in de indices {\displaystyle i} en {\displaystyle j}.
Als de componenten van de metrische tensor constant zijn (in een omgeving van {\displaystyle p}), dan zijn de christoffelsymbolen nul.

## Coördinatentransformatie
De precieze waarde van deze functies hangt sterk af van de gegeven kaart. Als we beschikken over een tweede kaart rond {\displaystyle p}, en we drukken {\displaystyle g} uit ten opzichte van de basisvectoren die bij de nieuwe coördinaten {\displaystyle y^{\alpha }} horen, dan verkrijgen we nieuwe functies {\displaystyle [\alpha \beta ,\delta ]'} en {\displaystyle {\Gamma '}_{\alpha \beta }^{\gamma }}. Het verband, bijvoorbeeld tussen de symbolen van de tweede soort, luidt (met sommatieconventie):
{\displaystyle {\Gamma '}_{\alpha \beta }^{\gamma }=\Gamma _{ij}^{k}{\partial x^{i} \over \partial y^{\alpha }}{\partial x^{j} \over \partial y^{\beta }}{\partial y^{\gamma } \over \partial x^{k}}+{\partial ^{2}x^{m} \over \partial y^{\alpha }\partial y^{\beta }}{\partial y^{\gamma } \over \partial x^{m}}}
De aanwezigheid van de tweede term, die zeker niet altijd nul is, betekent dat de christoffelsymbolen niet tensorieel zijn: hun componenten transformeren niet als de componenten van een derderangstensor. De riemanntensor is een echte vierderangstensor die de kromming van de variëteit uitdrukt. Zijn componenten kunnen worden uitgedrukt in termen van de christoffelsymbolen en hun afgeleiden.